# ガストラフェテス

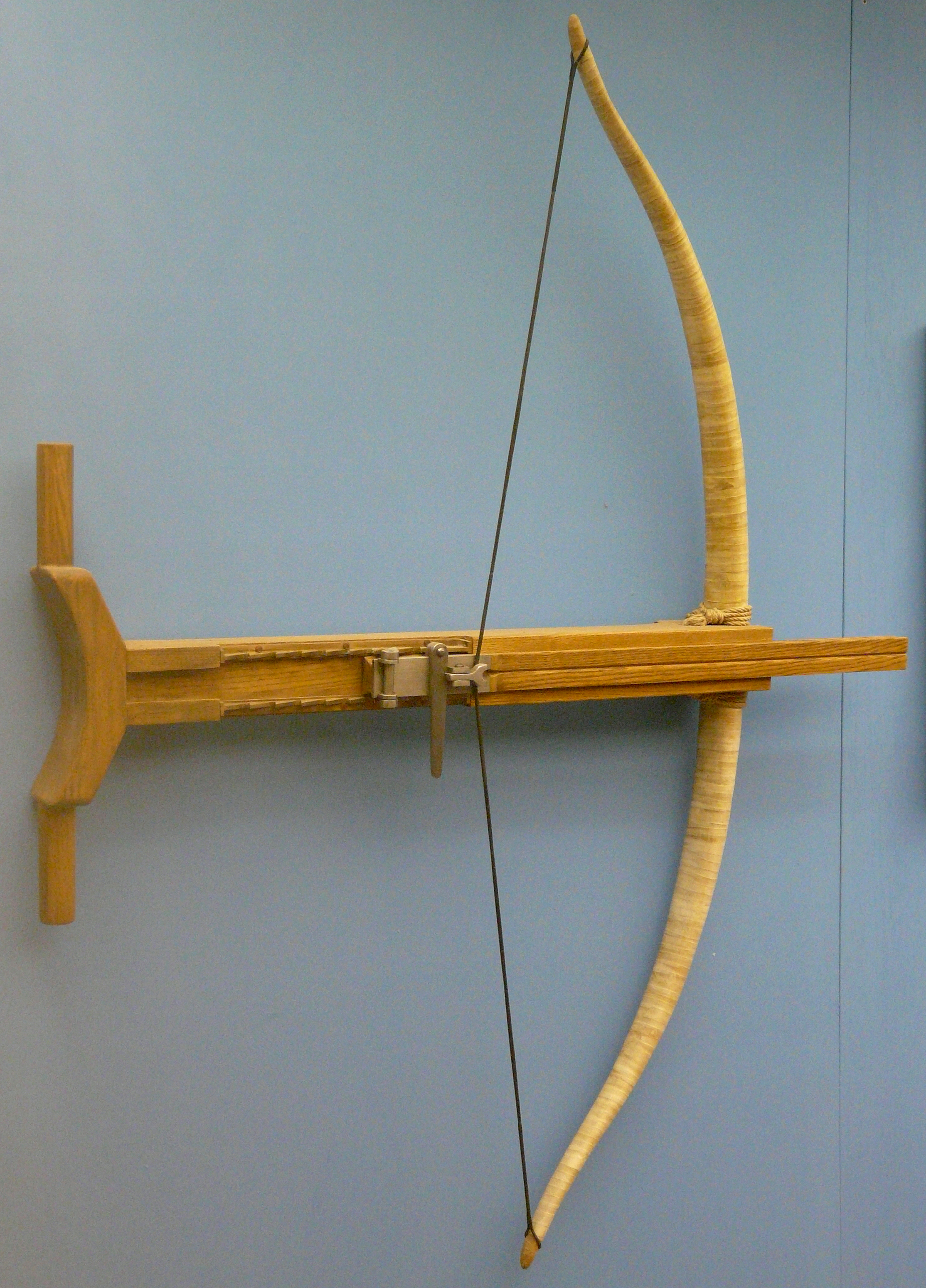
A modern reconstruction of the Greek gastraphetes

ガストラフェテス（希:γαστραφέτης、英:gastraphetes)は、紀元前4世紀頃に古代ギリシア人が使用したクロスボウの一種である。
腹部で体重をかけて固定して、背筋を使って弦を引く方式から、腹当て機（英:belly-releaser)と訳されることもある。